# Armée rouge japonaise
Pour les articles homonymes, voir JRA et Armée rouge (homonymie).
 (décembre 2008).
L'Armée rouge japonaise (日本赤軍, Nihon Sekigun, ou JRA, sigle international pour Japanese Red Army), également connue sous les noms de « Brigade internationale anti-impérialiste », « Nippon Sekigun », « Nihon Sekigun », « Brigade de la guerre sainte » et « Front démocratique anti-guerre », est un groupe armé d'extrême gauche japonais issu de la Nouvelle gauche. Il est fondé par Fusako Shigenobu en février 1972, après s'être séparé de la Ligue communiste japonaise - Faction armée rouge (赤軍派, Sekigun-ha).
Bien que la lutte armée ait été abandonnée par Shigenobu en 2001, l'organisation fait toujours partie en janvier 2017 de la liste officielle des organisations terroristes des États-Unis.
Le groupe comptait environ quarante membres et une centaine de sympathisants à son apogée, et était l'un des groupes terroristes les plus craints dans le monde. Les objectifs de la JRA étaient de renverser le gouvernement japonais et sa monarchie parlementaire, et de commencer une révolution mondiale.
La JRA avait des liens étroits avec le Front populaire de libération de la Palestine (FPLP). Dans les années 1980, la JRA n'était plus active au Japon et était presque entièrement dépendante du FPLP pour son financement, son entraînement et son armement.

## Historique

### Contexte
Dans les années 1960, le gouvernement japonais fait face à une montée progressive d'un sentiment de défiance de la part du milieu universitaire, alors que l'activisme politique y est généralement strictement interdit. Le 15 juin 1960, alors que 100 000 personnes, réunies par la puissante centrale étudiante Zengakuren, manifestent devant le Bâtiment de la Diète nationale contre le traité de sécurité nippo-américain, Michiko Kanba, une étudiante de 22 ans de l'université Tōdai, est tuée.
Le 12 octobre 1960, le chef du Parti socialiste japonais, Inejirō Asanuma, est assassiné par un étudiant d'extrême droite.
En 1965, les frais d'inscription à l'université augmentent, ce qui provoque la politisation de certains étudiants. Des grèves de protestations ont lieu.
En juillet 1966, le gouvernement japonais décide de construire le nouvel aéroport international de Tokyo au milieu de la campagne à Sanrizuka (ville de Narita, préfecture de Chiba) et ordonne aux habitants, vivant majoritairement de l'agriculture locale, de déménager. Des manifestations ont lieu en soutien aux habitants et pour tenter d'empêcher la construction de l'aéroport et la destruction de l'environnement.
Le 8 octobre 1967, en tentant d'empêcher le premier ministre Satō d'aller au Viêt Nam (où des troupes japonaises sont engagées auprès de l'armée américaine), les manifestants se heurtent aux forces de police, et Hiroaki Yamazaki, étudiant de 19 ans de l'université de Kyoto, est tué.

#### 1968: mobilisation étudiante
La mobilisation étudiante s'organise : le 15 janvier 1968, une manifestation pour empêcher le départ du porte-avions USS Enterprise rassemble les différentes tendances du mouvement étudiant (les trotskistes Kakumaru, les Jeunesses communistes et démocrates, le front étudiant anti-impérialiste, le Front socialiste de libération...). Le même mois, les étudiants de l'université Chūō se mettent en grève, bientôt suivis par les autres universités. Le 15 avril 1968, la révélation d'un détournement de 2 milliards de yens par l'administration de l'université Nihon provoque un scandale ; les étudiants demandent l'autogestion étudiante aux autorités. En l'absence de réponse, ils occupent l'université et la paralysent, obligeant le président de Nihon à négocier. Le 23 mai 1968 a lieu la première manifestation au sein de l'Université Nihon ; le mouvement débouche sur la création le 27 mai d'un comité de lutte inter-campus à l'université. L'université Tōdai est elle aussi occupée par les étudiants. Le 20 octobre 1968, l'Agence de Défense du Japon est assiégé par le syndicat des étudiants socialistes. Le 21 octobre 1968 est célébrée la « journée internationale contre la guerre » (du Viêt Nam). Des émeutes ont lieu à Shinjuku, protestant contre l'acheminement du napalm vers le Viêt Nam, passant par les bases américaines du Japon ; il est procédé par les forces de l'ordre à 734 arrestations. Le même soir, 20 000 étudiants partent manifester avec des cocktails Molotov devant l'ambassade des États-Unis.

#### 1969: fondation de la Faction armée rouge
Le 18 janvier 1969, 8 500 policiers prennent d'assaut le Hall Yasuda de l'université Tōdai pour lever les barricades mises en place par les étudiants, qui occupent l'université depuis six mois. 768 arrestations sont effectuées. Le 28 avril 1969, c'est le « jour d'Okinawa » : 100 000 personnes manifestent en faveur de la rétrocession d'Okinawa et de l'annulation du traité de sécurité nippo-américain ; 956 personnes sont arrêtées. L'évacuation de Tōdai et l'échec de la lutte contre le traité de sécurité sonnent le glas du soutien de la population envers le mouvement étudiant. Celui-ci est maintenant composé de nombreuses factions d'extrême-gauche antagonistes, et éclate sous les tensions, la violence et les affrontements qui s'enchaînent. Les nombreux groupes issus du fractionnement de la Zengakuren se livrent des batailles de rue, la police en profitant pour arrêter en premier lieu les dirigeants, sapant la base idéologique des protagonistes.
Le 28 août 1969 a lieu un rassemblement du second Bundo, la ligue des communistes, à l'auberge de jeunesse de Jogashima ; sont également présents des représentants de groupes plus radicaux. Lors du débat, la création d'une armée révolutionnaire, pour reprendre la lutte contre le gouvernement, est proposée. Le Bundo la refuse, et purge de ses rangs les partisans de cette idée ; de cette purge nait la Faction armée rouge (赤軍派, Sekigun-ha). Elle est composée essentiellement d'étudiants de province défavorisés, l'élite universitaire commençant à rentrer dans le rang ; l'utilisation du mot « armée » (gun) dans son nom est déjà significatif de sa différence avec les autres mouvements. Prenant pour modèle les guérillas vietnamiennes et cubaines, les étudiants qui en font partie pensent pouvoir abattre l'impérialisme et le capitalisme (américain et japonais) par l'action immédiate.
En septembre 1969, la Nouvelle Gauche arrive à rassembler 11 000 étudiants contre le traité de sécurité ; la FAR s'y fait déjà remarquer, et cinq cents policiers sont chargés de surveiller leurs quatre cents membres.

#### 1970: chute de la Faction armée rouge
Le 5 novembre 1969, 53 membres de la Faction Armée rouge japonaise sont arrêtés alors qu'ils s'étaient réfugiés au col Daibosatsu pour y recevoir un entrainement militaire, en vue d'enlever le premier ministre Satō. L'ampleur du projet découvert incite la police à mener une vague d'arrestations dans les forces du mouvement, afin de le neutraliser. 89 membres en tout, incluant ceux du col Daibosatsu, sont ainsi arrêtés.
Le 15 mars 1970, le fondateur et leader de la FAR Takaya Shiomi est arrêté. Ces arrestations et exils de la plupart des leaders de la FAR appauvrit la base idéologique du groupe. Tsuneo Mori, venant de la base du mouvement, en devient le leader, étant un des rares "anciens" pas encore en prison ; homme d'action, il préfère organiser des opérations plutôt que de réfléchir aux buts et aux idéaux de l'organisation.
Le 31 mars 1970, neuf membres de la FAR, menés par Takamaro Tamiya, vieil ami de Mori, détournent un Boeing 727 (en) d'un vol intérieur de la Japan Airlines à l'aéroport international de Tokyo. Huit membres de l'Armée rouge japonaise brandissent des katanas et portent une bombe. L'avion doit voler jusqu'à Fukuoka puis vers l'aéroport de Gimpo de Séoul, où tous les otages sont libérés. Enfin, l'avion se rend en Corée du Nord, où les terroristes libèrent l'équipage. Yoshimi Tanaka est l'un des neuf membres de l'Armée rouge japonaise à avoir été accusés de ce détournement, mais il est le seul à avoir été condamné. Trois des complices de Tanaka meurent plus tard en Corée du Nord et cinq continuent d'y vivre. Selon l'Agence nationale de la police japonaise, un autre complice serait mort en Corée du Nord.
Le 7 juin 1970, Hiroyuki Takahara et deux cents autres membres de la FAR (dont Fusako Shigenobu) sont arrêtés. 18 décembre 1970, trois militants d'une branche séparatiste du parti communiste japonais sont arrêtés. La Fraction Révolutionnaire de Gauche prend d'assaut un commissariat de police à Kamiakatsuka dans le quartier d'Itabashi à Tokyo ; un des militants est tué.

### Création
Relâchée en 1971, Fusako Shigenobu part au Liban, ayant obtenu l'accord de Tsuneo Mori. Le groupe y trouve un appui auprès du Front populaire de libération de la Palestine.
En juillet 1971, l'Armée rouge unifiée (Rengō Sekigun ou United Red Army) est créée par la fusion des restes de la Faction Armée rouge japonaise et d'un groupuscule, le Comité du Parti communiste japonais de la préfecture de Kanagawa, alias Groupe de lutte contre le traité conjoint de sécurité Keihin (京浜安保共闘, Keihin Anbo Kyōtō), dirigé par Hiroko Nagata. Les premiers disposent de capitaux financiers (volés aux banques et aux postes durant le mois de février 1971) tandis que les autres, anciens membres expulsés du Parti communiste, apportent des armes (volés dans une armurerie le 17 février 1971). Le mouvement libanais prend alors le nom de « branche arabe » de l'Armée rouge unifiée. C'est sous ce nom que sera revendiqué le massacre de l'aéroport de Lod en Israël. Durant cette année, le mouvement arrive à voler l'équivalent de plus de dix millions de dollars.
En 1972, Rengō Sekigun pratique une purge violente de ses membres sous l'autorité de Tsuneo Mori et de Hiroko Nagata (quatorze personnes, sur les vingt-neuf membres du groupe, sont exécutées) avant de subir un large coup de filet des forces de police japonaises : la plupart des membres sont arrêtés. Par la suite, le sectarisme prononcé du mouvement entache sa légitimité et nuit au recrutement de nouveaux membres. À partir de 1974, c'est l'Armée rouge japonaise qui prédomine.
Le mari de Shinegobu, Tsuyoshi Okudaira, monte avec deux autres camarades un attentat qui va contrebalancer les mauvaises nouvelles du Japon : le massacre de l'aéroport de Lod. C'est le début de l'activisme terroriste de l'Armée rouge japonaise.

### Activisme
La période d'activité de l'Armée rouge japonaise s'étendra principalement de 1972 à 1977.
- 30 mai 1972 : massacre de l'aéroport de Lod. L'attaque à la grenade et au pistolet-mitrailleur de l'aéroport israélien Lod Airport de Tel-Aviv a tué 26 personnes et en a blessé 80 autres. Cet attentat est salué par le Colonel Khadafi qui commentera en disant que les Palestiniens usurpent leur nom de feydahin (qui signifie sacrifice) car aucun d'entre eux ne s'était jusqu'alors sacrifié pour leur cause.
- Juillet 1973 : Vol 404 de la Japan Airlines (en) : les membres de la JRA dirigent des combattants du FPLP dans le détournement d'un avion de ligne japonais au-dessus des Pays-Bas. Les passagers et l'équipage sont libérés en Libye, où les terroristes font exploser l'avion. Le seul mort est une jeune membre de la JRA ; ses camarades, arrêtés par les autorités libyennes, seront libérés au bout d'un an[8].
- 31 janvier 1974 : incident de Laju (en). Quatre personnes attaquent la plus importante raffinerie de Shell à Singapour et prennent le contrôle d'un ferry-boat de Shell, avec ses cinq membres d'équipage. Deux membres du commando se réclament de la JRA, les deux autres du FPLP, appelant leur commando « Unité Koubaissi ». Alors que les négociations entre la police et les preneurs d'otage patinent, cinq membres du FPLP investissent le 6 février l'ambassade du Japon au Koweït, et prennent en otage 29 personnes, dont l'ambassadeur ; ils menacent de tuer certains de leurs prisonniers si le commando de Singapour n'est pas rapatrié par avion au Koweït - mais le gouvernement du pays refuse dans un premier temps l'atterrissage. Étant donné l'absence de victime, et la faible ampleur des dégâts, les otages sont échangés pour une rançon et un sauf-conduit pour le Yémen dans un avion de la compagnie Japan Airlines, en passant par le Koweït pour y récupérer les membres du FPLP. Ce succès opérationnel met également en lumière des dissensions entre le FPLP et la JRA concernant leurs revendications, les Palestiniens réclamant des terres tandis que les Japonais prônaient la révolution mondiale[8].

En 1974, Shinegobu entre en contact via le FPLP avec le terroriste « Carlos ».
- 13 septembre 1974 : L'ambassade de France aux Pays-Bas est attaquée. L'ambassadeur et dix autres personnes sont pris en otage, et trois policiers hollandais sont blessés par balles. Après de longues négociations, les otages sont libérés contre la libération d'un membre emprisonné de la JRA (Yatuka Furuya), 300 000 dollars et l'utilisation d'un avion. L'avion emporta les terroristes tout d'abord à Aden, au Sud-Yémen, d'où ils sont refoulés, puis en Syrie. La Syrie ne cautionna pas ces prises d'otage et força le groupe terroriste à abandonner leur rançon.
- Août 1975 : L'Armée rouge prend plus de cinquante otages lors de la prise du consulat des États-Unis et de l'ambassade de Suède à Kuala Lumpur, capitale de la Malaisie. Parmi les otages se trouvent l'ambassadeur américain et le chargé d'affaires suédois. Les terroristes obtiennent la libération de cinq de leurs membres emprisonnés et s'enfuient avec eux par avion.
- Septembre 1977 : Vol 472 de la Japan Airlines (en). L'Armée rouge pirate le vol 472 de la Japan Airlines au-dessus de l'Inde et le force à atterrir à Dacca au Bangladesh. Le gouvernement japonais libère six membres emprisonnés et paye une rançon de six millions de dollars.
- Décembre 1977 : Vol 653 de la Malaysian Airlines. Un membre de l'Armée rouge pirate le vol 653 de la Malaysia Airlines. Parmi les passagers se trouvait l'ambassadeur cubain à Tokyo, Mario Garcia. Le Boeing 737 s'écrasa en tuant tous les passagers après que le terroriste eut tué les pilotes et se fut suicidé.
- Mai 1986 : l'Armée rouge attaque au mortier les ambassades du Japon, du Canada et des États-Unis à Jakarta en Indonésie.
- Juin 1987 : l'Armée rouge attaque au mortier les ambassades des États-Unis et d'Angleterre à Rome en Italie.
- Avril 1988 : l'Armée rouge attaque à la bombe un club pour militaires américains (USO) à Naples, en tuant cinq personnes. Le même mois, Yū Kikumura est arrêté avec des explosifs sur l'autoroute New Jersey-Turnpike aux États-Unis, apparemment dans l'intention de commettre un attentat lié à celui contre l'USO. Il est condamné sur cette base.
- L'Armée rouge lance une série de dix-sept attentats sur des bâtiments appartenant à des grandes compagnies, dont Mitsui & Co. et Taisei Corp, en blessant vingt personnes.

### Fin de la lutte armée
En 1982, lors de l'attaque israélienne au Liban, l'Armée rouge perd ses bases de Beyrouth et doit se retirer dans la plaine de la Bekaa. À partir de 1986, sous le nom de « Brigade internationale anti-impérialiste », des membres de l'Armée rouge revendiquent les attaques des ambassades occidentales. À la fin des années 1980, en raison du manque de soutien, le mouvement renonce à la lutte armée et s'engage dans la propagande, mais ses membres continuent de s'entraîner militairement au Liban.
Depuis les années 1990, le mouvement semble être en sommeil et certains évoquent l'hypothèse d'un déplacement vers l'Asie, et notamment la collaboration avec la guérilla communiste philippine, la Nouvelle Armée du Peuple. Les autorités japonaises surveillent tout signe de réapparition du mouvement.
Fusako Shigenobu est arrêtée en 2000. Le 14 avril 2001, elle annonce la dissolution de l'Armée rouge japonaise.
Le 30 mars 2002, Takao Himori, ancien membre de l'ARJ, s'immole dans le parc d'Hibiya en signe de protestation contre l'occupation de la Palestine, et en exprimant le souhait que les enfants palestiniens connaissent un jour la liberté.

## Idéologie
La particularité de l'Armée rouge japonaise est d'avoir mélangé une dose de nationalisme japonais au marxisme-léninisme en y intégrant des éléments culturels propres, comme l'éthique samourai. Cette influence est en partie due au chef du mouvement, Fusako Shigenobu, dont le père, professeur de sciences, était militant d'un groupuscule d'extrême-droite.
Proche du Parti communiste japonais, l’Armée rouge japonaise militait avant tout pour des revendications sociales au niveau national, dans le cadre d'une vaste révolution mondiale. Dans les premiers temps, les buts de l'organisation se résument à obtenir des armes, engranger de l'argent et enlever des personnalités importantes. Ces plans se résument à trois lettres : « P » (pour people), « B » (pour buki, le terme japonais désignant les armes), « M » (pour money).
Le plan P prévoyait de prendre le Premier ministre japonais en otage pour libérer tous les membres de la faction, puis de s'enfuir en Chine maoïste afin d'en faire une base révolutionnaire.
Le plan B prévoyait de mener une série d'assauts terroristes contre les centres de pouvoir japonais et américain.
Le plan M, le seul réalisé, consistait à mener une série de braquages contre des banques du Japon pour lever des fonds afin de réaliser les deux plans P et B.

## Membres
- Haruo Wako, ancien leader, arrêté en février 1997.
- Osamu Maruoka, ancien leader, arrêté en novembre 1987. Son arrestation dévoile l'existence d'une organisation entre le Japon et les Philippines, le « Front démocratique anti-guerre ».
- Fusako Shigenobu, fondatrice et leader, arrêtée en novembre 2000 à Osaka. Cette arrestation a été surprenante car l'on pensait qu'elle vivait au Liban. Shigenobu est accusée d'avoir orchestré les attaques, les enlèvements et les détournements d'avion. Elle a aidé à la planification de l'attentat de Lod Airport. Elle fut surnommée par les journalistes la « terroriste la plus crainte dans le monde ». La justice japonaise l'a condamnée à vingt ans de prison en février 2006.
- Yu Kikumura a été arrêté avec des explosifs sur le New Jersey Turnpike et a été condamné à vingt-deux ans de prison aux États-Unis.
- Yoshimi Tanaka a été condamné à douze ans de prison pour un détournement d'avion qui s'était terminé en Corée du Nord.
- Yukiko Ekita, une vieille activiste de la JRA, a été arrêtée en mars 1995 en Roumanie et a été extradée au Japon. Elle a été condamnée à vingt ans de prison pour des meurtres et des violations de la loi sur les explosifs lors d'une série d'attentats à la bombe contre des grandes compagnies en 1974 et 1975. Le procès de Ekita commença en 1975 mais fut suspendu lorsqu'elle sortit de prison en 1977. Sa libération faisait partie des négociations avec l'Armée rouge lors du détournement du vol 472 de la JAL.
- Kozo Okamoto, unique survivant du commando du massacre de l'aéroport de Lod
- Masao Adachi, Kazuo Tohira, Haruo Wako, et Mariko Yamamoto ont aussi été emprisonnés au Liban puis envoyés en Jordanie. Comme les autorités jordaniennes ont refusé de les laisser entrer, ils ont été envoyés au Japon. En janvier 2005, Yamamoto a été arrêté pour vol dans un supermarché à Tokyo.
- Le gouvernement japonais espère pouvoir faire extrader de Corée du Nord de nombreux autres membres qui y ont trouvé refuge. Cette question est au cœur des difficultés diplomatiques entre Pyongyang et Tokyo.

## Dans la culture et la fiction
Les réalisateurs Wakamatsu Koji et Adachi Masao ont été proches de ces mouvements révolutionnaires et la plupart de leurs films s'inspirent plus ou moins directement de cette époque. Adachi est allé jusqu'à passer de nombreuses années en Palestine et au Liban aux côtés de Shigenobu Fusako. En témoigne notamment le film documentaire Armée Rouge – Front de Libération Palestinien: Déclaration de guerre mondiale (赤軍派-PFLP 世界戦争宣言, Sekigun-PFLP: Sekai senso sengen) de 1971.
Le film japonais United Red Army (2008) de Kōji Wakamatsu évoque les évènements du col Daibosatsu de l'hiver 1969-1970.
Le documentaire libanais Ahmad Le Japonais, Lod-Roumié-Tokyo de Rabih El-Amine sorti en 1999.
Le documentaire français Kashima paradise (1973) de Yann le Masson sur les manifestations, notamment contre l'aéroport de Narita.
La série d'OAV Angel Cop met en scène un groupe terroriste communiste japonais, Red May, inspiré de l'Armée rouge japonaise.